# Stephanie Davis
Stephanie Ann Davis (Merseyside; 8 de marzo de 1993) es una actriz inglesa, más conocida por interpretar a Sinead O'Connor en la serie Hollyoaks.

## Biografía
Es hija de Pauline Davis y tiene dos hermanos menores.
Es muy buena amiga de la actriz Victoria Atkin.
En enero de 2014, reveló que salía con el actor Charlie Clapham, pero la relación terminó a finales del mismo año. 
En 2015 comenzó a salir con Sam Reece, pero la relación terminó poco después. 
En 2016 salió brevemente con Jeremy McConnell, pero la relación terminó. Tuvieron un hijo Caben-Albi George (13 de enero de 2017).
En diciembre de 2018 reveló que estaba saliendo con el actor Owen Warner. Sin embargo, en septiembre de 2019 se reveló que habían terminado.
En julio de 2022 hizo público que había sufrido un aborto espontáneo junto a su actual pareja Joe McKalroy.

## Carrera
Ha aparecido en varias obras de producción, entre ellas The Sound of Music, donde interpretó a Gretel, Santa Clause The Musical como Anna, y en Little Nell in Her Benny. 
También ha aparecido en series como Doctors, Holby City, Parents of the Band y The Outsiders.
El 1 de septiembre de 2010, se unió a la exitosa serie británica Hollyoaks, donde interpretó a Sinead O'Connor hasta ahora. El 16 de julio de 2015, se anunció que se había decidido terminar su contrato y que no aparecería más en la serie. En 2010 se unió al programa Over the Rainbow, un concurso que buscaba a una concursante que se convirtiera en la futura Dorothy Gale para la producción The Wizard of Oz de Andrew Lloyd Webber; avanzó hasta la quinta semana, cuando fue eliminada. El 23 de octubre de 2018, Stephanie regresó a la serie.

## Filmografía

### Series de televisión
| Año                          | Título              | Personaje       | Notas                       |
| ---------------------------- | ------------------- | --------------- | --------------------------- |
| 2010 - 2015, 2018 - presente | Hollyoaks           | Sinead O'Connor | 557 episodios               |
| 2012                         | Hollyoaks Later     | Sinead O'Connor | 3 episodios                 |
| 2009                         | Parents of the Band | Laura           | episodio # 1.5              |
| 2008                         | Doctors             | Lisa Lebbon     | episodio "Safe"             |
| 2007                         | Holby City          | Macy Gardiner   | episodio "The Human Jungle" |

### Películas
| Año  | Título           | Personaje | Notas                                          |
| ---- | ---------------- | --------- | ---------------------------------------------- |
| 2006 | The Outsiders    | Caitlin   | junto a Ben Crompton, Colin Salmon y Brian Cox |
| 2005 | Only in Whispers | Jess      | corto                                          |

### Apariciones
| Año  | Programa                      | Notas                               |
| ---- | ----------------------------- | ----------------------------------- |
| 2016 | Loose Women                   | 5 episodios - presentadora invitada |
| 2016 | Big Brother's Bit on the Side | episodio del 5 de febrero           |
| 2016 | Celebrity Big Brother         | 36 episodios - concursante          |
| 2010 | Over the Rainbow              | 13 episodios - concursante          |

## Premios y nominaciones
| Año  | Categoría                 | Premio             | Serie     | Resultado |
| ---- | ------------------------- | ------------------ | --------- | --------- |
| 2019 | Best Actress              | British Soap Award | Hollyoaks | Nominada  |
| 2014 | Best Actress              | British Soap Award | Hollyoaks | Nominada  |
| 2014 | Best Dramatic Performance | British Soap Award | Hollyoaks | Nominada  |